# Heide (Asbach)
Heide ist ein Ortsteil der Ortsgemeinde Asbach im Landkreis Neuwied im nördlichen Rheinland-Pfalz. Der Ort ist landwirtschaftlich geprägt und entwickelt sich zu einem Wohnort im Sinne einer Wohngemeinde.

## Geographie
Das Dorf liegt im Niederwesterwald südöstlich des Hauptortes Asbach auf einer Anhöhe oberhalb und südwestlich des Schöneberger Bachs. Heide ist über die Kreisstraße 70 mit der Landesstraße 272 verbunden, die von Asbach nach Flammersfeld führt.

## Geschichte
Der Ort Heide, früher auch „Auf der Heiden“, „Heid“ und „Heyde“ genannt, wurde 1670 erstmals urkundlich erwähnt. Landesherrlich gehörte Heide zum Kurfürstentum Köln und zum Amt Altenwied und war Teil der „Honnschaft Schöneberg“.
Nachdem das Rheinland 1815 zu Preußen gekommen war, gehörte Heide zur Gemeinde Schöneberg im damals neu gebildeten Kreis Neuwied im Regierungsbezirk Koblenz. Schöneberg wurde zunächst von der Bürgermeisterei Neustadt und ab 1823 von der Bürgermeisterei Asbach verwaltet. Nach einer Volkszählung aus dem Jahr 1885 hatte Heide 85 Einwohner, die in 23 Häusern lebten.
Eine erste Schule wurde in Heide im Jahre 1787 errichtet, weil die vorher schon existierende Pfarrschule in Asbach die zunehmende Anzahl der Kinder nicht mehr fassen konnte. Die Besoldung des Lehrers erfolgte durch die Vikarie und die Bruderschaft in Asbach. In der zweiten Hälfte des 19. Jahrhunderts wurde die Schule in Heide aufgeteilt, 1872 wurde die Schule in Schöneberg und 1874 die Schule in Altenburg errichtet.
Bis 1974 gehörte Heide zu der bis dahin eigenständigen Gemeinde Schöneberg. Aus ihr und den gleichzeitig aufgelösten Gemeinden Asbach und Limbach sowie einem Teil der Gemeinde Elsaff wurde am 16. März 1974 die Ortsgemeinde Asbach neu gebildet. 1987 zählte Heide 130 Einwohner.

## Persönlichkeiten
- Daniel Buballa (* 1990), Fußballspieler, aufgewachsen in Heide